# Channel One Cup 2012
Der Channel One Cup 2012 wurde vom 13. bis 16. Dezember 2012 in Moskau und Helsinki ausgetragen. Das Eishockey-Turnier war Teil der Euro-Hockey-Tour-Saison 2012/13. Sieger des Turniers wurde die gastgebende russische Nationalmannschaft.

## Spiele
| 13. Dezember 2012 18:30 Uhr (UTC+2) | Finnland Oskar Osala (22:38) Antti Pihlström (35:38) Teemu Ramstedt (53:41) | 3:2 (0:1, 2:0, 1:1) Spielbericht | Tschechien Zdeněk Kutlák (0:26) Aleš Hemský (59:20) | Hartwall Areena, Helsinki Zuschauer: 7.805 |

| 13. Dezember 2012 20:00 Uhr (UTC+4) | Schweden Nicklas Danielsson (10:09) | 1:5 (1:0, 0:4, 0:1) Spielbericht | Russland Jewgeni Medwedew (20:53) Sergei Mosjakin (31:24) Alexander Owetschkin (32:43) Alexander Radulow (34:12) Sergei Mosjakin (40:13) | Megasport-Arena, Moskau Zuschauer: 14.000 |

| 15. Dezember 2012 14:00 Uhr | Russland Alexander Radulow (8:09) Pawel Dazjuk (16:09) Sergei Mosjakin (24:13) Pawel Dazjuk (27:45) Jewgeni Malkin (49:08) Pawel Dazjuk (50:15) | 6:0 (2:0, 2:0, 2:0) Spielbericht | Tschechien | Megasport-Arena, Moskau Zuschauer: 14.000 |

| 15. Dezember 2012 18:00 Uhr | Finnland Mäenpää (52:36) | 1:4 (0:2, 0:0, 1:2) Spielbericht | Schweden Fredrik Pettersson (3:04) Niklas Persson (4:41) Nicklas Danielsson (57:53) Victor Hedman (59:37) | Megasport-Arena, Moskau Zuschauer: 1.500 |

| 16. Dezember 2012 14:00 Uhr | Russland Wadim Schipatschow (28:35) Jewgeni Malkin (30:25) Ilja Kowaltschuk (41:04) | 3:1 (0:0, 2:1, 1:0) Spielbericht | Finnland Mikko Mäenpää (35:47) | Megasport-Arena, Moskau Zuschauer: 14.000 |

| 16. Dezember 2012 18:00 Uhr | Tschechien | 0:4 (0:1, 0:1, 0:2) Spielbericht | Schweden Marcus Johansson (5:29) Marcus Johansson (36:29) Carl Söderberg (46:17) Joel Lundqvist (58:18) | Megasport-Arena, Moskau Zuschauer: 2.500 |

## Abschlusstabelle
| Platz | Mannschaft | Spiele | S | S (OT) | N (OT) | N | T    | P |
| ----- | ---------- | ------ | - | ------ | ------ | - | ---- | - |
|       | Russland   | 3      | 3 | 0      | 0      | 0 | 14:2 | 9 |
|       | Schweden   | 3      | 2 | 0      | 0      | 1 | 9:6  | 6 |
|       | Finnland   | 3      | 1 | 0      | 0      | 2 | 5:9  | 3 |
| 4.    | Tschechien | 3      | 0 | 0      | 0      | 3 | 2:13 | 0 |

## Statistik

### Beste Scorer
| Name              | Team     | Sp | T | V | Pkt | SM | +/- |
| ----------------- | -------- | -- | - | - | --- | -- | --- |
| Pawel Dazjuk      | Russland | 3  | 3 | 5 | 8   | 0  | +8  |
| Sergei Mosjakin   | Russland | 3  | 3 | 2 | 5   | 2  | +2  |
| Ilja Kowaltschuk  | Russland | 3  | 1 | 4 | 5   | 0  | +8  |
| Jewgeni Malkin    | Russland | 3  | 2 | 2 | 4   | 2  | +2  |
| Alexander Radulow | Russland | 2  | 2 | 1 | 3   | 4  | +7  |
| Mikko Mäenpää     | Finnland | 3  | 2 | 1 | 3   | 2  | −2  |
| Joel Lundqvist    | Schweden | 3  | 1 | 2 | 3   | 0  | +4  |
| Niklas Persson    | Schweden | 3  | 1 | 2 | 3   | 2  | +4  |

(Legende zur Spielerstatistik: Sp oder GP = absolvierte Spiele; T oder G = erzielte Tore; V oder A = erzielte Assists; Pkt oder Pts = erzielte Scorerpunkte; SM oder PIM = erhaltene Strafminuten; +/− = Plus/Minus-Bilanz; PP = erzielte Überzahltore; SH = erzielte Unterzahltore; GW = erzielte Siegtore; 1 Play-downs/Relegation; Kursiv: Statistik nicht vollständig)

### Beste Torhüter
| Spieler               | Mannschaft | Sp | Min    | SaT | GT | GTS  | SVS | Sv%    | SO | S | N |
| --------------------- | ---------- | -- | ------ | --- | -- | ---- | --- | ------ | -- | - | - |
| Jhonas Enroth         | Schweden   | 2  | 120:00 | 56  | 1  | 0,50 | 55  | 98,21  | 1  | 2 | 0 |
| Konstantin Barulin    | Russland   | 2  | 120:00 | 58  | 2  | 1,00 | 56  | 96,55  | 0  | 2 | 0 |
| Ari Ahonen            | Finnland   | 2  | 117:12 | 46  | 5  | 2,56 | 41  | 89,13  | 0  | 1 | 1 |
| Alexander Salák       | Tschechien | 3  | 150:12 | 68  | 9  | 3,60 | 59  | 86,76  | 0  | 0 | 2 |
| Wassili Koschetschkin | Russland   | 1  | 60:00  | 29  | 0  | 0,00 | 29  | 100,00 | 1  | 1 | 0 |
| Joni Ortio            | Finnland   | 1  | 59:10  | 22  | 3  | 3,04 | 19  | 86,36  | 0  | 0 | 1 |
| Ondřej Pavelec        | Tschechien | 1  | 27:45  | 16  | 4  | 8,65 | 12  | 75,00  | 0  | 0 | 1 |
| Anders Lindbäck       | Schweden   | 1  | 60:00  | 18  | 5  | 5,00 | 13  | 72,22  | 0  | 0 | 1 |

(Legende zur Torhüterstatistik: GP oder Sp = Spiele insgesamt; W oder S = Siege; L oder N = Niederlagen; T oder U oder OT = Unentschieden oder Overtime- bzw. Shootout-Niederlage; Min. = Minuten; SOG oder SaT = Schüsse aufs Tor; GA oder GT = Gegentore; SO = Shutouts; GAA oder GTS = Gegentorschnitt; Sv% oder SVS% = Fangquote; EN = Empty Net Goal; 1 Play-downs/Relegation; Kursiv: Statistik nicht vollständig)

## Auszeichnungen
All-Star-Team
Das All-Star-Team wurde durch die akkreditierten Journalisten ausgewählt.
| Angriff:      | Ilja Kowaltschuk – Pawel Dazjuk – Sergei Mosjakin |
| Verteidigung: | Mikko Mäenpää – Victor Hedman                     |
| Tor:          | Konstantin Barulin                                |

Spielertrophäen
Die Wahl der besten Spieler des Turniers erfolgte durch die Vertreter der IIHF.
| Bester Stürmer:     | Pawel Dazjuk       |
| Bester Verteidiger: | Alexei Jemelin     |
| Bester Torwart:     | Konstantin Barulin |